# Пуна (Анди)
Пуна (ісп. Puna) — плоскогір'я в центральний частині Анд із висотами 4000-4800 м (за іншими даними 3500-4200 м). Через значну висоту клімат тут досить прохолодний, а опади загалом нечасті. Пуна поділяється на дві головні частини: північна частина, Альтіплано (в Перу та Болівії) дещо нижча, тепліша і вологіша, із середніми висотами близько 4000 м і середньорічними температурами 3-12 °C; південна частина, Пуна-де-Атакама (в Чилі та Аргентині), розташована на висоті близько 4500 м, дуже суха і має середньорічні температури від −7 до 0 °C.
Згідно з класифікацією Всесвітнього фонду дикої природи поділяється на три екорегіони:
- Центральноандійська пуна
- Центральноандійська волога пуна
- Центральноандійська суха пуна

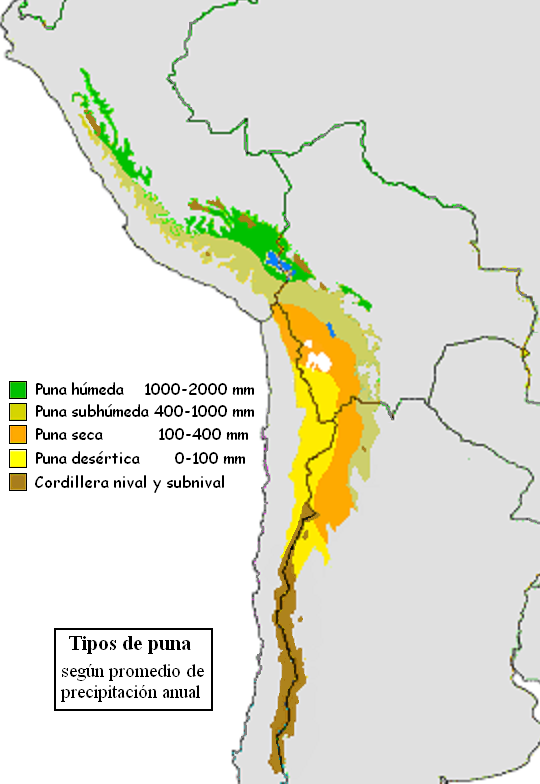
Карта поширення Пуни
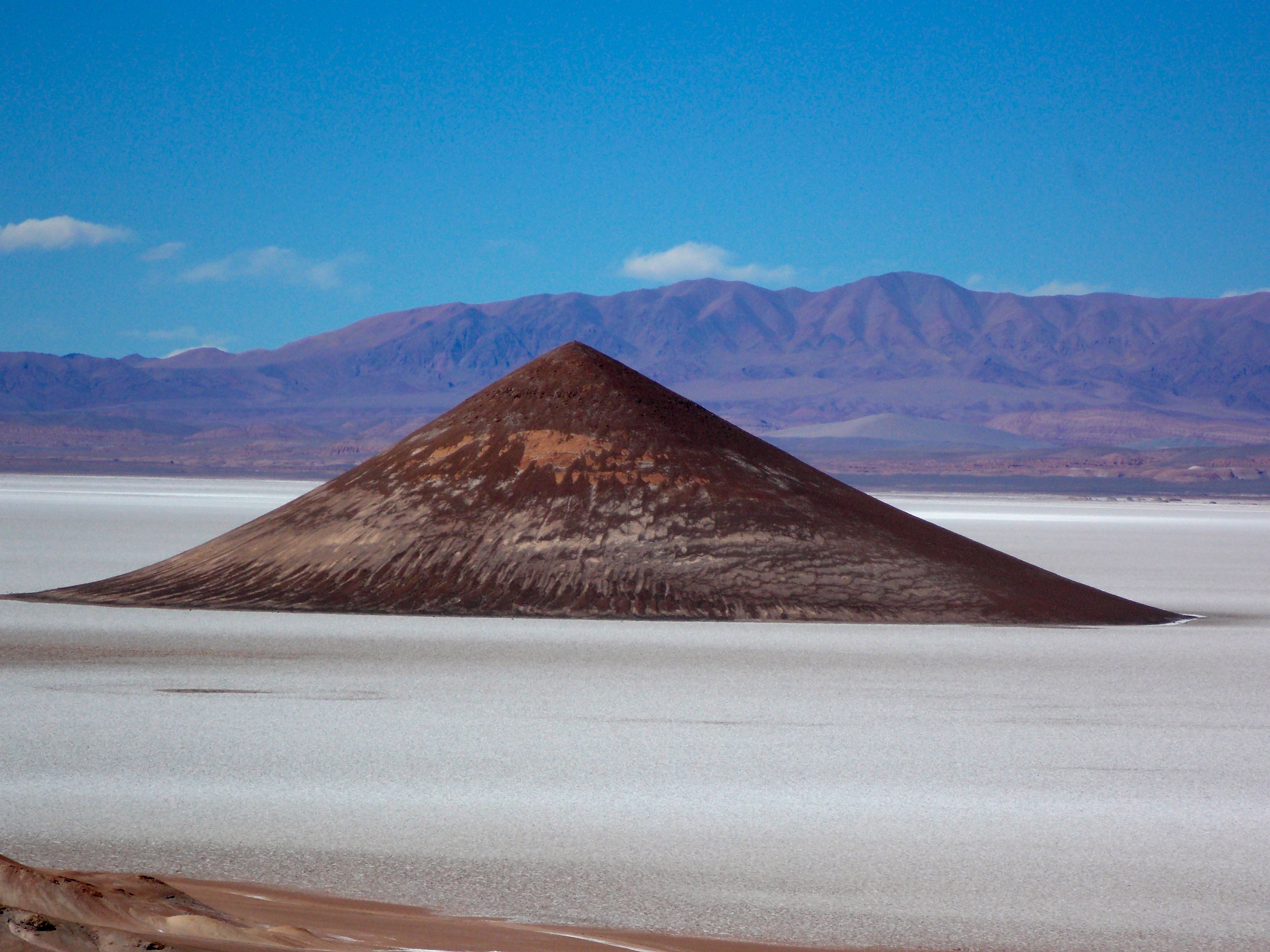
Коно-де-Аріта, Аргентина
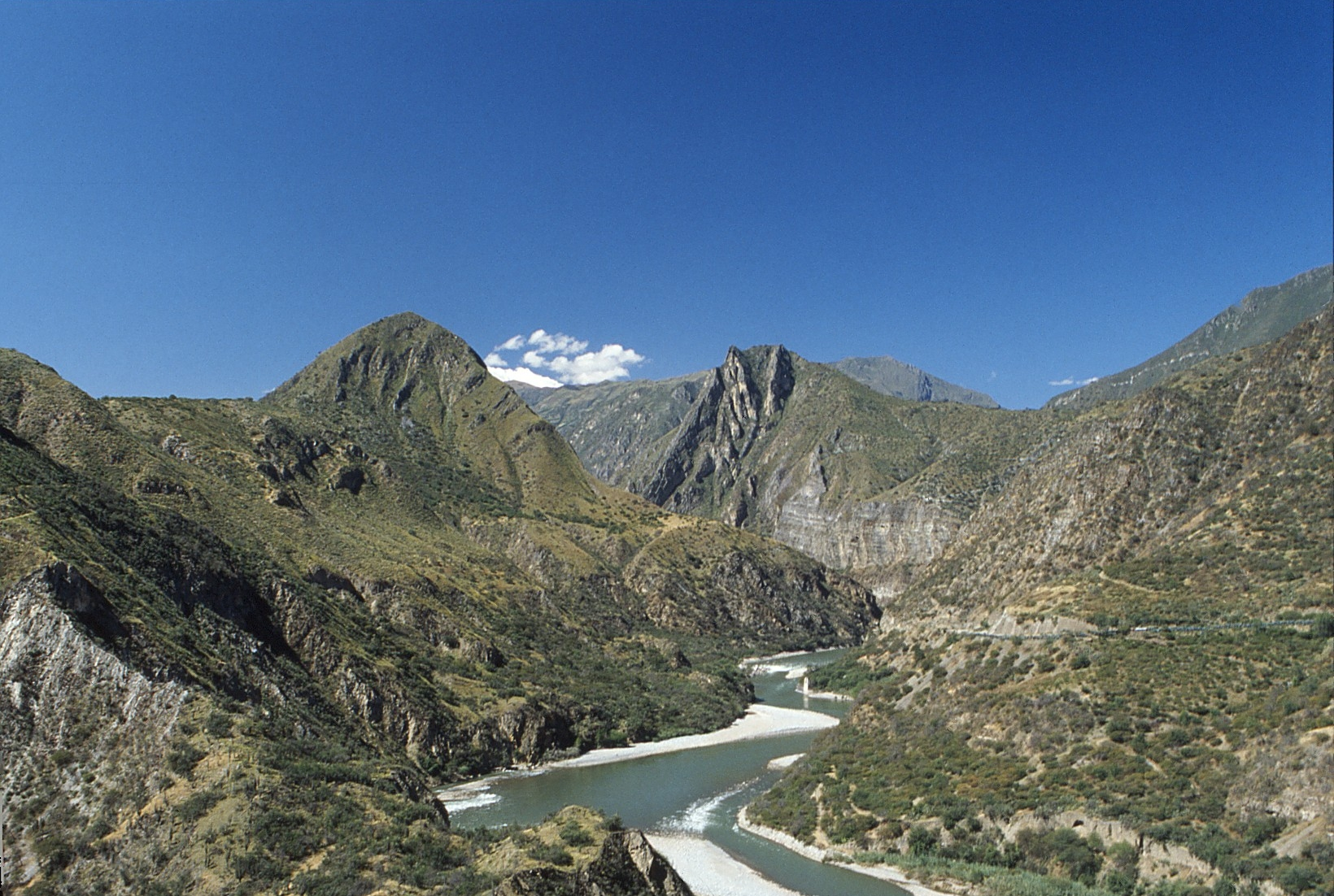
Пуна біля міста Пуно, Перу

Також Пуна — це тип альпійських кущів і лук, поширений на плато Пуна (включаючи як Альтіплано, так і Пуна-де-Атакама) в центральних Андах. Цей тип рослинності зустрічається на висотах від лінії лісу (3200-3500 м над рівнем моря) до лінії вічних снігів (4500-5000 м над рівнем моря), на території від центрального Перу через Болівію до півночі Аргентини і Чилі.